# Майструк Володимир Федорович
Володимир Федорович Майструк (1903, місто Проскурів Подільської губернії, тепер місто Хмельницький Хмельницької області, Україна — січень 1976, Київ) — радянський діяч органів державної безпеки. Нагороджений Указом Президії Верховної Ради СРСР від 29 жовтня 1948 «за успішне виконання спеціального завдання Уряду» по боротьбі з націоналістичним підпіллям в Західній Україні.

## Біографія
Народився в родині робітника. У вересні 1915 — вересні 1917 р. — учень Проскурівського комерційного училища. У вересні 1917 — жовтні 1921 р. — учень Проскурівської трудової школи № 4. У жовтні 1921 — квітні 1923 р. — ремонтний робітник 5-ї шосейної дільниці у Проскурові. У квітні 1923 — червні 1924 р. — збирач і охоронець першого Старокостянтинівського мосту, безробітний у Проскурові. У червні 1924 — березні 1925 р. — учень-музикант 1-го кавалерійського полку 1-ї кавалерійської дивізії у Проскурові. У березні — жовтні 1925 р. — чорнороб в системі споживчих товариств і на меліоративних роботах у Проскурові.
У жовтні 1925 — листопаді 1927 р. — червоноармієць, курсант, бібліотекар 134-го стрілецького полку 45-ї стрілецької дивізії у Києві.
Член ВКП(б) з червня 1928 року.
У листопаді 1927 — лютому 1928 р. — штатний пропагандист Проскурівського окружного комітету КП(б)У. У лютому 1928 — березні 1929 р. — завідувач агітаційно-пропагандистського відділу Проскурівського районного комітету КП(б)У. У березні — червні 1929 р. — інструктор агітаційно-пропагандистського відділу Проскурівського окружного комітету КП(б)У. У червні — серпні 1929 р. — на курсах перепідготовки пропагандистів у Києві. У серпні 1929 — вересні 1930 р. — завідувач партійним опитуванням Проскурівського окружного комітету КП(б)У.
У вересні 1930 — лютому 1931 р. — завідувач агітаційно-масовим відділом Волковинецького районного комітету КП(б)У. У лютому — червні 1931 р. — завідувач культурно-пропагандистським відділом Деражнянського районного комітету КП(б)У. У червні — жовтні 1931 р. — студент підготовчих курсів, а у жовтні 1931 — березні 1932 р. — студент Всеукраїнського інституту комуністичної освіти у Харкові.
У березні 1932 — березні 1933 р. — слухач Центральної школи ОДПУ у Москві. У березні 1933 — лютому 1935 р. — заступник начальника політвідділу Титусівської МТС (Козятинського району Вінницької області) по роботі ОДПУ-НКВС. У лютому 1935 — листопаді 1937 р. — уповноважений Томашпільського районного відділу НКВС Вінницької області. У листопаді 1937 — вересні 1938 р. — начальник відділення УДБ УНКВС Вінницької області. У вересні 1938 — травні 1939 р. — виконувач обов'язків начальника відділу УДБ УНКВС Вінницької області. У травні 1939 — листопаді 1940 р. — начальник 2-го відділу УДБ УНКВС Вінницької області.
У листопаді 1940 — березні 1941 р. — заступник начальника УНКВС по Ворошиловградській області. У квітні — серпні 1941 р. — заступник начальника УНКДБ по Ворошиловградській області. У серпні 1941 — грудні 1942 р. — заступник начальника УНКВС по Ворошиловградській області.
У грудні 1942 — жовтні 1943 р. — в УНКВС по Свердловській області. У жовтні 1943 — січні 1944 р. — заступник начальника УНКВС по Харківській та Київській областях. У січні — квітні 1944 р. — заступник начальника УНКДБ УРСР по Тернопільській області.
У квітні — жовтні 1944 р. — начальник УНКДБ УРСР по Тернопільській області.
9 жовтня 1944 — 9 грудня 1948 р. — начальник Управління НКДБ-МДБ УРСР по Дрогобицькій області. 9 грудня 1948 — 29 квітня 1952 р. — начальник Управління МДБ УРСР по Львівській області. 29 квітня 1952 — 19 березня 1953 р. — начальник Управління МДБ УРСР по Житомирській області.
У квітні — червні 1953 р. — у резерві МВС Української РСР. У червні 1953 — серпні 1954 р. — заступник начальника 4-го управління МВС Української РСР. У серпні 1954 — квітні 1955 р. — пенсіонер у Києві. У 1955 році заочно закінчив Львівський державний університет імені Івана Франка.
У квітні 1955 — травні 1959 р. — заступник начальника канцелярії по секретному діловодству Міністерства вищої освіти Української РСР. У травні 1959 — січні 1976 р. — начальник 1-го відділу Міністерства вищої і середньої спеціальної освіти Української РСР.

## Звання
- молодший лейтенант держбезпеки (23.03.1936)
- лейтенант держбезпеки
- старший лейтенант держбезпеки (28.04.1941)
- майор держбезпеки (11.02.1943)
- підполковник держбезпеки (29.04.1944)
- полковник держбезпеки (9.10.1944)

## Нагороди
- орден Вітчизняної війни 1-го ст. (20.10.1944)
- два ордена Червоного прапора (29.10.1948, 24.11.1950)
- орден Трудового Червоного прапора (23.01.1948)
- орден Знак Пошани (18.05.1942)
- орден Червоної Зірки (12.05.1945)
- сім медалей